# Andrej Lavrov
Andrej Ivanovič Lavrov (ruski: Андрей Иванович Лавров, Krasnodar, 26. ožujka 1962.) bivši je ruski rukometni vratar i jedini trostruki olimpijski rukometni prvak.
Andrej Lavrov jedini je sportaš koji je osvojio olimpijske zlatne medalje za tri različite nacionalne ekipe, osvojio je zlato za Sovjetski Savez 1988., Ujedinjeni tim (bivši Sovjetski Savez bez baltičkih zemalja) 1992., te za Rusiju 2000. godine. Četiri godine kasnije, u dobi od 42 godine, osvojio je svoju četvrtu olimpijsku medalju, kada je Rusija osvojila treće mjesto i brončanu medalju na Olimpijskim igrama u Ateni 2004. godine. Hrvatska je tada bila zlatna.
Andrej Lavrov bio je dugogodišnji kapetan ruske rukometne reprezentacije i nositelj zastave na Olimpijskim igrama u Sydneyu 2000. godine.
Andrej Lavrov također je osvojio dva Svjetska prvenstva s Rusijom, 1993. i 1997., kao i Europsko rukometno prvenstvo 1996. godine.
Godine 2001. Andrej Lavrov proglašen je "ruskim rukometašem stoljeća". Igrao je i za RK Zagreb.